# آبراهام سایدنبرگ
آبراهام سایدنبرگ (انگلیسی: Abraham Seidenberg؛ ۲ ژوئن ۱۹۱۶ – ۳ مهٔ ۱۹۸۸) یک ریاضی‌دان اهل ایالات متحده آمریکا بود. 
وی همچنین برنده جوایزی همچون کمک هزینه گوگنهایم شده است.